# Lentillac-du-Causse
Lentillac-du-Causse é uma comuna francesa na região administrativa de Occitânia, no departamento de Lot. Estende-se por uma área de 13,68 km². Em 2010 a comuna tinha 103 habitantes (densidade: 7,5 hab./km²).